# Cung điện Kazanowsk

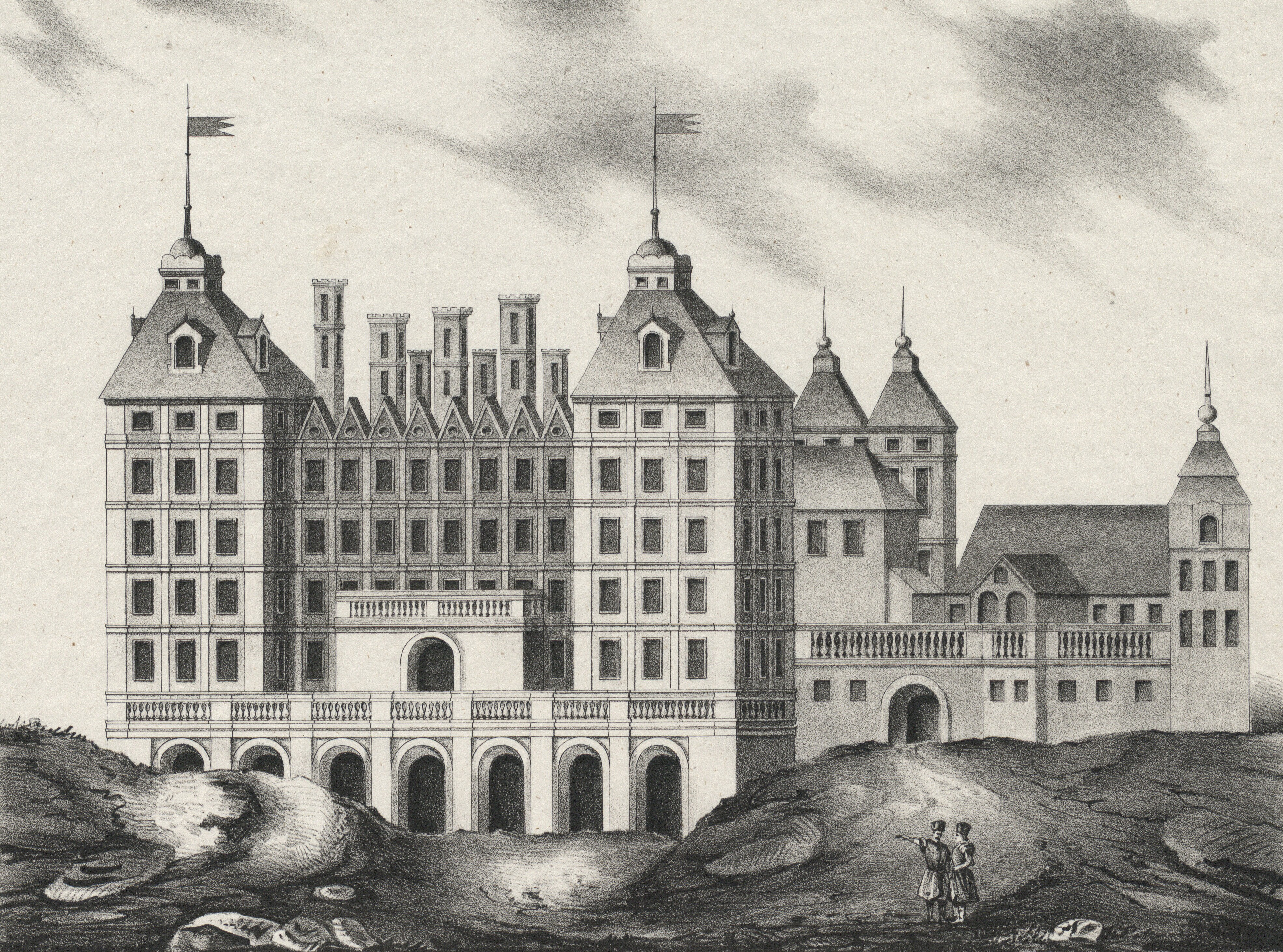
Cung điện Kazanowski (thế kỷ 17)

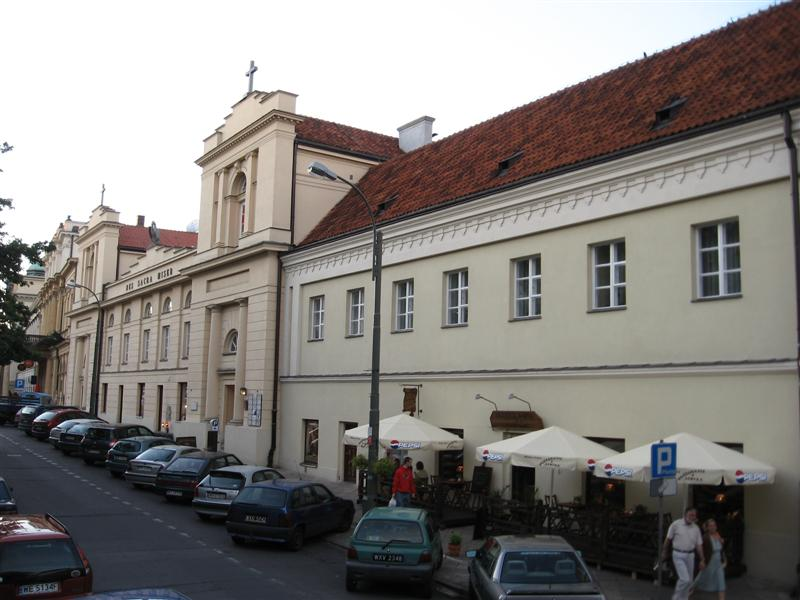
Các tòa nhà mới tại vị trí từng là cung điện, Phố Krakowskie Przedmieście (2006)

Cung điện Kazanowski (tiếng Ba Lan: Pałac Kazanowskich - tên gọi khác: Cung điện Radziejowski) từng là một cung điện hoành tráng ở Warsaw, Ba Lan. Cung điện sang trọng này gắn liền với những sự kiện lịch sử ly kỳ và thú vị ở Ba Lan. Không may, công trình kiến trúc này đã bị thiêu rụi vào năm 1656 và không bao giờ được xây dựng lại. Hiện nay, vị trí từng đặt cung điện trở thành trụ sở của tổ chức từ thiện - Caritas Quốc tế.

## Lịch sử
Khi Hoàng tử Władysław Vasa (vị vua Ba Lan tương lai - Władysław IV Vasa) đến tuổi vị thành niên, Quốc vương Sigismund III Vasa mua cho ông một dinh thự bằng gỗ ở Warsaw.
Sau khi trở về từ một cuộc hành trình đến Tây Âu, vào năm 1628, Hoàng tử Władysław ra lệnh cho kiến trúc sư Constantino Tencalla xây dựng một cung điện mới theo phong cách Ý. Sau đó, đúng như kỳ vọng, Constantino Tencalla tạo ra được một trong những cung điện tuyệt vời và lộng lẫy nhất từng có ở Warsaw.
Năm 1632, Hoàng tử Władysław tặng cung điện này cho người bạn thân là quý tộc Adam Kazanowski. Điều này khiến Vua Sigismund III nghi ngờ con trai mình và băng hà vào tháng 4 năm 1632, nhường ngôi lại cho Hoàng tử.
Sau khi Adam Kazanowski qua đời vào năm 1649, vợ ông - Phu nhân Elżbieta Słuszczanka là người thừa kế cung điện này. Sau đó, Elżbieta Słuszczanka tái hôn với Phó thủ tướng Hieronim Radziejowski vào tháng 5 năm 1650. Vào thời điểm lúc bấy giờ, bà trở thành người phụ nữ giàu có nhất trong Khối thịnh vượng chung Ba Lan - Litva. Khoảng một năm sau, Elżbieta Słuszczanka đệ đơn ly hôn Radziejowski vì ông bị kết tội phản quốc. Gia tộc Słuszka chiếm được cung điện bằng vũ lực, còn Radziejowski phải chật vật chạy trốn khỏi biên giới.
Năm 1656, cung điện sang trọng này bị người Thụy Điển thiêu rụi và không bao giờ được xây dựng lại.